# Constantin Iordăchescu
Constantin Iordăchescu (n. 1 aprilie 1893, Rovinari, România – d. 18 noiembrie 1950, Jilava, Regiunea București, România) a fost un general de divizie al Armatei României, comandant al Diviziei 2 Munte în Al Doilea Război Mondial.
A fost înaintat la gradul de general de brigadă la 20 martie 1943 și la gradul de general de divizie la 16 aprilie 1947, cu vechimea de la 23 august 1945.
Generalul de divizie Constantin Iordăchescu a fost trecut în cadrul disponibil la 9 august 1946, în baza legii nr. 433 din 1946, și apoi, din oficiu, în poziția de rezervă la 9 august 1947. Constantin Iordăchescu a fost arestat în 1950 și a decedat în detenție.